# Dismember
Dismember (von engl. to dismember ‚zergliedern‘, ‚zerstückeln‘) ist eine schwedische Death-Metal-Band aus Stockholm, welche 1988 gegründet wurde. Sie ging hervor aus der Band Carnage und gilt zusammen mit der Band Entombed als eine der stilbildenden Bands des schwedischen Death Metals. Sie haben sich im Oktober 2011 aufgelöst und wurden daraufhin 2019 neugegründet.

## Geschichte
Nach mehreren Demos konnten Dismember 1991 ihr erstes Album Like an Ever Flowing Stream veröffentlichen. Es erschien auf Nuclear Blast. Das Album Indecent & Obscene geriet wegen des brutalen Frontcovers in die Kritik der Jugendschützer. Auf dem Cover befindet sich der geöffnete Oberkörper des Schlagzeugers Fred Estby. Darin eingebettet liegt das Dismember-Logo. 1991 hatte schon das Backcover des ersten Albums Kontroversen ausgelöst. Auf ihm befinden sich die Bandmitglieder blutverschmiert und mit nacktem Oberkörper an Petrus- und lateinischen Kreuzen. Das Logo wurde von Nicke Andersson (Nihilist, Entombed, Hellacopters…) entworfen.
Nachdem die Band zwischen 2000 und 2004 eine Pause einlegte erschien 2004 mit Where Ironcrosses Grow ein neues Album. 2004 erschien die DVD Live Blasphemies. Neben einem Livekonzert enthält sie auch eine etwa zweistündige Biografie in Form von Interviews und Live-Mitschnitten älterer Auftritte. Während viele andere Skandinavische Death-Metal-Bands Mitte der 90er in ihrem Stil etwas an Härte zurückfuhren, blieben Dismember mit ihren Veröffentlichungen immer sehr nah an ihren Wurzeln. Nach mehr als 20 Jahren ist Ende April 2007 das vorletzte Gründungsmitglied, Schlagzeuger Fred Estby, bei Dismember ausgestiegen. Nach offiziellem Bericht auf der Webseite will Estby in Zukunft mehr Zeit mit seiner Familie verbringen und kann der Band deshalb nicht mehr zur Verfügung stehen. Er wurde durch Thomas Daun ersetzt.
Am 22. November 2008 spielte die Band ein spezielles Konzert anlässlich ihres 20-jährigen Bestehens. Dabei wurden chronologisch Titel aller Epochen und Alben in der jeweiligen Besetzung dargeboten. Im Juni 2009 erschien die DVD Under Blood Red Skies, welche den Auftritt auf dem Party.San Festival 2008 sowie eine umfangreiche Dokumentation mit Material der gesamten Bandgeschichte beinhaltet. 2011 gab die Band an, dass sie sich nach 23 Jahren Existenz auflösen werde. Nach einer achtjährigen Pause fand sich die Originalbesetzung der Band für ein 30-jähriges Jubiläumskonzert beim Scandinavia Death Fest im Oktober 2019 wieder zusammen und trat zum ersten Mal seit über 20 Jahren wieder gemeinsam auf. Seitdem tritt sie wieder regelmäßig in der Besetzung Sennebäck/Kärki/Blomqvist/Cabeza/Estby auf. Ein neues Album ist in Planung, wurde aber noch nicht veröffentlicht.

## Diskografie

### Alben
- 1991: Like an Everflowing Stream
- 1993: Indecent & Obscene
- 1995: Massive Killing Capacity
- 1997: Death Metal
- 2000: Hate Campaign
- 2004: Where Ironcrosses Grow
- 2006: The God That Never Was
- 2008: Dismember

### EPs
- 1992: Pieces
- 1995: Casket Garden
- 1997: Misanthropic

### Demos
- 1988: Dismembered
- 1989: Last Blasphemies
- 1989: Rehearsal
- 1990: Reborn In Blasphemy

### Singles
- 1991: Skin Her Alive

### Videoalben
- 2004: Live Blasphemies (DVD)
- 2009: Under Blood Red Skies (2DVD)